# Torneio de xadrez de São Petersburgo de 1896
O Torneio de xadrez de São Petersburgo de 1896 foi uma competição de xadrez organizado pelo diplomata Peter Petrovich Saburov. O evento foi realizado de 13 de dezembro de 1985 a 27 de janeiro de 1896 no formato todos-contra-todos entre Emanuel Lasker, Wilhelm Steinitz, Harry Pillsbury e Mikhail Chigorin. Rubinstein e Lasker dividiram a primeira colocação e cada um recebeu um prêmio de 875 rublos, seguidos de Spielmamm e Duras que dividiram a segunda colocação com um prêmio de 475 rublos cada e Bernstein em terceiro com um prêmio de 190 rublos.

## Tabela de resultados[3][4]
|   |                  | 1           | 2           | 3           | 4           |      |
| 1 | Emanuel Lasker   |             | 1 1 ½ 0 1 ½ | 0 0 ½ 1 ½ ½ | 1 ½ 1 1 ½ 1 | 11.5 |
| 2 | Wilhelm Steinitz | 0 0 ½ 1 0 ½ |             | 1 ½ ½ 1 1 1 | 0 1 1 0 0 ½ | 9.5  |
| 3 | Harry Pillsbury  | 1 1 ½ 0 ½ ½ | 0 ½ ½ 0 0 0 |             | 1 1 1 0 0 ½ | 8    |
| 4 | Mikhail Chigorin | 0 ½ 0 0 ½ 0 | 1 0 0 1 1 ½ | 0 0 0 1 1 ½ |             | 7    |